# Amude
Amude (kurdisch Amûdê, arabisch عامودا, DMG ʿĀmūdā) ist eine Stadt im syrischen Gouvernement al-Hasaka an der Grenze zur Türkei. Die Stadt hat 48.716 Einwohner, von denen mehr als 95 % Kurden sind.

## Ortslage
Amude liegt westlich von Qamischli, an der Straße von Qamischli nach Raʾs al-ʿAin (kurdisch Serê Kaniyê) unmittelbar südlich der syrisch-türkischen Grenze. Die Nachbargemeinde ist Dirbêsiyê. Amude liegt 470 Meter über dem Meeresspiegel.

## Geschichte
Amude ist eine der ältesten Städte des Gouvernements. Unter den Osmanen erlebte die Stadt sowohl vor als auch während des Ersten Weltkriegs große armenische Flüchtlingswellen (vgl. Völkermord an den Armeniern). Die meisten Armenier, die überlebt hatten, und deren Nachkommen wanderten bis Ende der 1980er Jahre in die USA, nach Kanada und Europa aus.
1936 wurden die Stadt und mehrere nahegelegene Dörfer nach einem Aufstand kurdischer Stämme von der französischen Kolonialmacht bombardiert, woraufhin viele Aufständische mit ihrem Führer Said Agha Dakorî in die Nachbarländer, vor allem in den Irak, flohen.
Der Ort geriet am 13. November 1960 in die Schlagzeilen, als bei einem Feuer in einem Kino des Ortes 152 Kinder ums Leben kamen. Ein bekannter Amuder namens Mohamed Said Daqori rettete mehrere Dutzend Kinder in letzter Minute und kam dabei selbst ums Leben.
Im März 2004 kam es in Amude, wie in vielen anderen Gemeinden im syrischen Kurdistan, zu Ausschreitungen zwischen Kurden und staatlichen Sicherheitskräften, nachdem in Qamischli infolge eines Fußballspieles bei Zusammenstößen zwischen Sicherheitskräften, Baath-Anhängern und Kurden einige Menschen gestorben waren. Verschiedene Verwaltungsgebäude der syrischen Regierung wurden in Brand gesetzt, nachdem arabische Polizisten mehrere kurdische Demonstranten, darunter auch Kinder, erschossen hatten.
Seit Juli 2012 befindet sich die Stadt unter Kontrolle der PYD und ist Teil von Rojava. Im Juni 2013 kam es zu Auseinandersetzungen zwischen PYD-Milizen und Demonstranten, von denen mehrere getötet wurden.

## Söhne und Töchter der Stadt
- Abdulbaset Sieda (* 1956), kurdisch-syrischer Wissenschaftler und ehemaliger Präsident des Syrischen Nationalrats
- Ferhad Ibrahim Seyder (* 1950), deutsch-kurdischer Politikwissenschaftler
- Helîm Yûsiv (* 1967), kurdisch-syrischer Schriftsteller
- Zoro Mettini (* 1949), kurdischer Kunstmaler und Bildhauer
- Mahmoud Dahoud (* 1996), syrisch-deutscher Fußballspieler